# Mariona Omedes i Regàs
Mariona Omedes i Regàs (Barcelona, 1964) és una realitzadora, guionista, dissenyadora gràfica, il·lustradora i pintora catalana. Treballadora audiovisual guanyadora en 2011 del Premi Nacional de Cultura de Catalunya atorgat per CoNCA en la categoria d'audiovisual. Durant deu anys va formar part de l'empresa de postproducció Oframe, que va acabar dirigint. Del 2000 al 2008, va treballar com freelance per a clients com CCCB, TVE, el Liceu, Canal + o El Tricicle. Actualment, treballa a Nueve Ojos, productora audiovisual centrada en projectes culturals i amb perspectiva d'autor.